# Lee Musiker
Lee Musiker (* 26. Mai 1956) ist ein US-amerikanischer Jazzpianist, Keyboarder und Arrangeur.

## Leben und Wirken
Musiker studierte Musiktheorie und Piano an der Manhattan School of Music, der Eastman School of Music und hatte weiteren Unterricht an der Juilliard School. Er spielte 1980 in Brooklyn bei Jeff Tyzik, mit dem erste Aufnahmen entstanden, in den folgenden Jahren außerdem mit Buddy Rich. Ab den 1990er-Jahren war er als Musiker, Arrangeur und musikalischer Leiter für Vokalistinnen wie Susannah McCorkle (Sabia, 1990), Margaret Whiting, Ann Hampton Callaway, Amy London und Tony Bennett tätig; ferner begleitete er Mary Cleere Haran (There's a Small Hotel, Columbia 1991), Helen Merrill, Daryl Sherman, Meredith D’Ambrosio, Mark Murphy, Judy Collins, Mandy Patinkin, Audra McDonald, Dawn Upshaw und Barbara Cook. Im Bereich des Jazz war er zwischen 1980 und 2008 an 27 Aufnahmesessions beteiligt, u. a. auch mit Lynn Seaton und Chris Botti. Musiker arbeitete in zahlreichen Broadwayshows, trat mit Orchestern wie dem New York Philharmonic, dem New York City Ballet und dem American Ballet Theatre auf, ferner wirkte er bei mehreren Filmsoundtracks mit wie Sleepless in Seattle, Woody Allens Crimes and Misdemeanors und der John-Grisham-Verfilmung von The Juror.  Musiker unterrichtete an der New York University und an der Mannes School of Music/The New School; daneben schrieb er musikpädagogische Beiträge für  Bradley Publications und The Music Company of North America.